# Anita Lasker-Wallfisch
Anita Lasker-Wallfisch (narozená Anita Lasker, * 17. července 1925, Breslau, Německo) je violoncellistka a přeživší z Ženského orchestru v Osvětimi.

## Životopis
Anita Lasker se narodila v asimilované rodině židovského původu v Breslau (dnes Wrocław, česky Vratislav). V roce 1942 byli deportováni a zavraždeni její rodiče. Anita Lasker se pokusila utéct se zfalšovanými doklady do Francie, ale byla odhalena a odsouzena. V roce 1943 byla deportována do Osvětimi. V Osvětimi se stala členkou Ženského orchestru v Osvětimi, který hrál vězňům při nástupu do práce a návratu a hrál i členům SS při soukromých akcích. V roce 1944 byla převezena do koncentračního tábora Bergen-Belsen. Po osvobození odešla do Spojeného království, kde se stala spoluzakladatelkou English Chamber Orchestra.